# Intershop Holding
Intershop Holding AG ist eine an der SIX Swiss Exchange kotierte Immobiliengesellschaft mit Sitz in Zürich. Im Fokus der Investitionstätigkeit stehen kommerzielle Liegenschaften mit Entwicklungspotenzial im Wert von mindestens fünf Millionen Schweizer Franken. Als Ergänzung kommen Investitionen in Wohnimmobilien hinzu. Bevorzugt werden Standorte in urbanen Zentren und entlang der Hauptverkehrsachsen.

## Geschichte
Die 1962 gegründete Immobiliengesellschaft war zunächst in Frankreich, Deutschland und in der Schweiz tätig, wo sie Detailhandels-Liegenschaften erwarb, finanzierte und entwickelte. Später dehnte sie ihr Tätigkeitsgebiet in die USA und nach Tschechien aus.
Nach dem Einstieg von Martin Ebner über seine BZ Gruppe Holding AG (heute Patinex AG) als Hauptaktionär konzentrierte sich Intershop ab 1997 ausschliesslich auf den schweizerischen Immobilienmarkt.